# پاشاکلا (قائم‌شهر)
پاشاکلا، روستایی است از توابع بخش مرکزی شهرستان قائم‌شهر در استان مازندران ایران.

## جمعیت
این روستا در بالاتجن قرار دارد و بر اساس آخرین سرشماری مرکز آمار ایران در سال ۱۳۸۵، جمعیت آن ۳۲۰ نفر (شامل ۸۲ خانوار) بوده‌است.

## جاذبه‌های گردشگری
پاشاکلا در حاشیه جنوبی جنگلهای هیرکانی مازندران قرار دارد و آب‌بندان مرکز روستا نیز از زیبایی‌های طبیعی آن است. آستان مقدس سید صادق، معروف به درویش صادق، از اماکن مذهبی منطقه است. گورستان مجاور درویش صادق، علاوه بر روزهای عید، پنجشنبه‌ها و مراسم عزاداری، در روز عید ماه ۲۶، از جشنهای کهن مازندران، پذیرای خانواده به خاک سپرده شدگان است.